# Рейфенберг, Адольф
Адольф Рейфенберг (нем. Adolf Reifenberg, ивр. אדולף אברהם רייפנברג‎; 8 марта 1899, Берлин — 27 августа 1953, Иерусалим) — израильский почвовед, археолог и нумизмат.

## Биография
Родился в Берлине. Окончил Гисенский университет. После Первой мировой войны эмигрировал в Палестину, находившуюся в то время под управлением Великобритании. Два года трудился сельскохозяйственным рабочим, а затем, в 1922 году, устроился на работу в лабораторию агрохимии, принадлежавшую правительству британской Палестины. С 1924 года работал в Институте химии Еврейского университета, а в 1925 году создал и возглавил Департамент почв (ныне — Департамент почв и воды) того же университета.
Во время Второй мировой войны вступил добровольцем в британскую армию. Судно, на котором он находился, было торпедировано вблизи острова Мальта. Рейфенбергу удалось спастись.
С 1947 года — профессор. В 1948—1953 годах был председателем Израильского нумизматического общества.

## Избранная библиография
- Architektur und Kunstgewerbe im alten Israel. Wien, Leipzig: R. Löwit, 1925;
- Palästinensische Kleinkunst. Berlin: R.C. Schmidt, 1927;
- Denkmäler der jüdischen Antike. Berlin: Schocken Verlag, 1937;
- The Soils of Palestine. Studies in Soil Formation and Land Utilisation in the Mediterranean. London: T. Murby & Co., 1938;
- Ancient Jewish Coins. Jerusalem, 1947;
- Ancient Hebrew arts. New York: Schocken Books, 1950;
- Ancient Hebrew seals. London: East and West Library, 1950;
- Israel’s History in Coins. From the Makkabees to the Roman Conquest. London, 1953;
- The struggle between the desert and the sown; rise and fall of agriculture in the Levant. Jerusalem: Pub. Dept. of the Jewish Agency, 1955.